# Ospizio Bernina
Ospizio Bernina is het hoogstgelegen treinstation op het netwerk van de Rhätische Bahn, en bij uitbreiding ook in het gehele kanton Graubünden en het oosten van Zwitserland.
Op een hoogte van 2253 meter boven zeeniveau is dit ook de hoogste spoorwegovergang door de bergen in Europa. Het station is gelegen aan Lago Bianco. Aan de ene kant daalt de trein af naar Sankt Moritz via Pontresina, aan de andere zijde richting Tirano door het Valposchiavo.
Het station ligt op de waterscheidingslijn. Aan de noordzijde vloeit het water in de Inn en de Donau richting Zwarte Zee. Aan de zuidzijde vloeit het water richting de Adda en door het Comomeer in de Po en uiteindelijk in de Adriatische Zee.

## Afbeeldingen

Gezicht op Lago Bianco vanaf het station
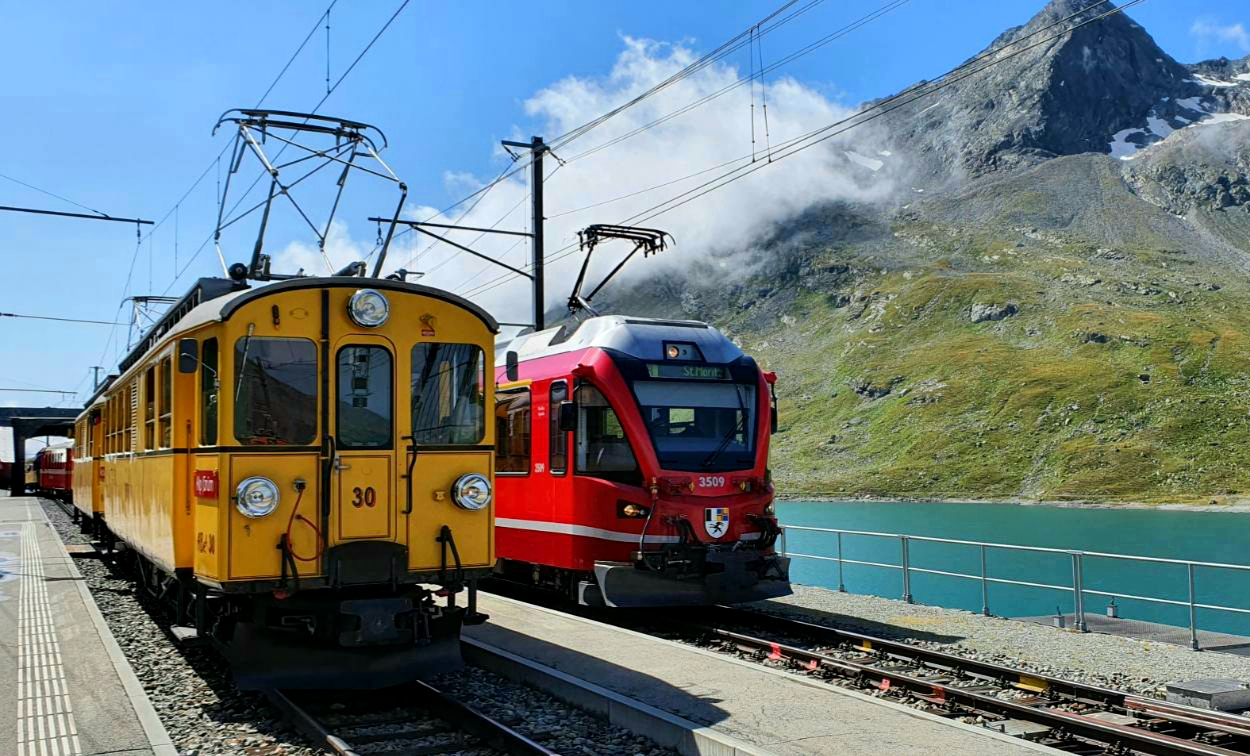
RhB ABe 4/4 I en RhB ABe 8/12 "Allegra" in Ospizio Bernina

- Virtual International Authority File: 311192746